# Сердюк Анатолій Григорович
Сердюк Анатолій Григорович (народився 7 січня 1939 в с. Бокова (нині — Бокове), Долинського району, Кіровоградської обл.) — український вчений, педагог, професор кафедри агрохімії НУБіПУ, Член-кореспондент Національної академії аграрних наук України відділення землеробства, меліорації та механізації.

## Наукова діяльність
Кандидатську дисертацію — «Влияние длительного применения удобрений в севообороте на продуктивность озимой пшеницы при возделывании ее на темно-серой оподзоленной почве» захистив у 1970 р. в Українській сільськогосподарській академії (УСГА).
Наукова робота А. Г. Сердюка спрямована в галузі теорії і практики застосування органічних та мінеральних добрив з метою відтворення родючості ґрунту, підвищення врожайності та поліпшення якості сільськогосподарської продукції, охорону та збереження довкілля, розробці технології виробництва нових видів органічних добрив. Значну наукову роботу Сердюк А. Г. проводить з проблеми «Біоконверсія органічних відходів сільськогосподарського виробництва та їх раціонального використання».
16.05.1989 року уряд СРСР видав Сердюку А. Г. авторське свідоцтво за винахід «Спосіб отримання біогумусу».
Сердюк А. Г. є автором та співавтором 123-х наукових та навчально-методичних праць, у тому числі 4-х підручників і 6-ти посібників для ВНЗів.
Під керівництвом Сердюка А. Г. підготовлено 3 кандидатські дисертації:
1. Кохан Світлана Станіславівна, тема кандидатської дисертації: Агрохімічне обґрунтування та агрохімічне забезпечення використання добрив під озиму пшеницю в умовах Північного Лісостепу України, (спеціальність 06.01.04 — агрохімія), рік захисту — 1994.
2. Шеремет Олег Петрович, тема кандидатської дисертації: Агрохімічна ефективність вермикомпосту при вирощуванні білоголової капусти на сірих опідзолених ґрунтах, (спеціальність 06.01.04 — агрохімія), рік захисту — 1994.
3. Зубок Тетяна Олександрівна, тема кандидатської дисертації: Агрохімічна оцінка застосування добрив під огірок на темно-сірому опідзоленому ґрунті північного Лісостепу України, (спеціальність 06.01.04 — агрохімія), рік захисту — 2005.

## Життєпис
Народився в родині селян з козацьким корінням Сердюка Григорія Павловича і Шарати Марії Лукіянівни.
Закінчив Кіровську середню школу і отримав атестат зрілості 29.06.1956 р. Згодом вступив до Знаменського технічного училища № 2, яке закінчив 30.04.1958 р. і отримав спеціальність помічника машиніста паровоза.
Служив в совєцькій армії з 1958 по 1961 р. Службу проходив в м. Ленінград.
Того ж 1961 року поступив до Української сільськогосподарської Академії (УСГА, Київ). Був одним з найкращих легкоатлетів УСГА.
З 1967 по 1973 рр. був 1-м заступником голови профспілкового комітету УСГА.
10.07.1970 р. захистив кандидатську дисертацію. 14.11.1973 р. отримав атестат доцента кафедри «Агрономічна хімія».
З 1984 по 1987 р.р. працював в Республіці Куба інженером-агрохіміком і керівником підгрупи «Землеробство» Міністерства Сільського Господарства Республіки Куба в м. Гавана.
З 1989 по 1996 рр. працював деканом факультету Агрохімії та ґрунтознавства УСГА, а з 1995 по 2000 рр. — першим проректором Національного Аграрного Університету.
З 16.05.1994 р. професор кафедри «Агрохімія та якість сільськогосподарської продукції».
В 1996 року Указом Президента України Сердюку А. Г. присуджена державна премія в галузі науки і техніки. В цьому ж році Указом Президента України присвоєне почесне звання «Заслужений працівник народної освіти України».
23.12.1999 р. був обраний членом-кореспондентом УААН.

### Нагороди
Нагороджений орденами, медалями, знаками пошани та відзнаками СРСР та України, серед яких «Ветеран праці», бронзова медаль ВДНГ СРСР за підручник «Агрохімія», «Відмінник освіти України», «За сприяння Збройним Силам України», «Почесна відзнака УААН», «Знак пошани Київського міського голови», почесною грамотою Міністерства сільського господарства республіки Куба, почесною грамотою Кабінету Міністрів України та почесними грамотами Міністерства АПК та Міністерства оборони України.

## Приватне життя
Проживає в м. Київ. Дружина — Софія Петрівна. Діти— Владислав, Юлія і Богдан, онуки — Діана, Дарина, Олексій, Анатолій, Владислав, Надія.
Займається волейболом, грає за збірну команду «НУБіП-викладачі» і команду «Київ 80+». Чемпіон України серед викладачів аграрних ВНЗів, чемпіон Києва серед викладачів ВНЗів, срібний призер чемпіонату України серед команд вікової категорії 70+, багаторазовий чемпіон Голосіївського району серед викладачів ВНЗів.

## Статті
- В. Обрамбальський. Сивина в чубі - м'яч в руках // Сільські Вісті, №70  від 25.06.2009 р.
- М. Дмитренко. Там сходило сонце, там родилось козацьке село // Провінція, №16 від 24.04.2015 р.
- Н. Федорина. "Здоров'я" для здоров'я // Університетський кур'єр, №2 від 31.03.2010 р.